# Maomettano
Il termine maomettano è stato a lungo usato in passato e tuttora comune - come sinonimo di musulmano.
Secondo alcuni, il termine è ritenuto improprio per il fatto che, al contrario del cristianesimo, che in Cristo vede Dio "fattosi uomo" per portare agli uomini la salvezza eterna, la religione islamica non viene considerata dai suoi fedeli come fondata dall'uomo Maometto, visto che egli ne sarebbe stato solo l'ultimo Profeta, incaricato esclusivamente di ripetere agli uomini quanto Dio gli rivelava per il tramite dell'arcangelo Gabriele.
Teoria supposta dall'ipotesi che, a partire dal XX secolo, secondo alcuni l'uso della parola "maomettano", tanto come sostantivo, quanto come aggettivo, vorrebbero caduto pressoché in disuso, sostituito dal sostantivo/aggettivo "musulmano", anche in ossequio a una banale forma di rispetto.
Il fatto che Maometto non sia stato, per unanime convinzione di una parte minoritaria di certi maomettani, il miglior interprete del volere divino, punto di riferimento dunque per ogni devoto, che mirerà ad imitarne fedelmente il comportamento, tramandato dalla sua Sunna, contenuta in un vasto numero di ʾaḥādīth, legittima l'uso del termine maomettano. D'altronde, malgrado Maometto abbia ipoteticamente per alcuni delineato i confini della prima organizzazione spirituale e ideologica islamistica (la umma), molte società islamiche ne han imitato le strutture per molti versi troppo elementari, che si sono dunque forgiate grazie al contributo delle numerose generazioni di maomettani dei vari secoli seguenti. Metodologicamente e sotto il profilo storico, il sostenere che l'Islam sia un sistema sociale, politico, economico e culturale, direttamente costruito, così com'è oggi, da Maometto, ne è la prova quindi  conferma storica e contenutistica.